# Hispania (Antioquia)
Hispania este un municipiu din departamentul Antioquia, Columbia.